# 南山遠環蚓
南山遠環蚓（学名：Amynthas nanshanensis）为巨蚓科遠環蚓屬下的一个种。